# Київський яхт-клуб
Київський яхт-клуб з гаванню (6 березня 1887–1914) — яхт-клуб розташовувався в Києві на Трухановому острові. У 1913 році під час Спортивної олімпіади в Києві, тут проходили змагання вітрильників.

## Завдання
За Статутом Київський яхт-клуб мав своїм завданням залучати місцеве населення до плавання на гребних і вітрильних човнах, також на парових суднах і надавати посильну допомогу до поліпшення їх виготовлення. Для досягнення цієї мети Товариство набуває і саме будує гребні, вітрильні, парові судна і влаштовує перегони. Крім того Товариство має на меті, як корисний допоміжний засіб для своїх занять, вивчення плавання, гімнастичних вправ і катання на ковзанах.

## Історія
6 (18) березня 1887 року було затверджено статут Київського яхт-клубу міністерством внутрішніх справ. Головними ініціаторами створення яхт-клубу були професор Київського університету св. Володимира Олександр Рінек, інженер шляхів сполучення Микола Максимович, керуючий Товариством пароплавства по Дніпрі А. Лишневський, військовий інженер Михайло Фабріціус, директор заводу Н. А. Саханський, ординатор акушерської клініки Е. Ф. Функе, граф Олексій Коновніцин, архітектор Володимир Ніколаєв, купець Михайло Ріхерт та інші 42 засновника.
18 квітня 1887 року перші загальні збори, в Дворянських зборах на Хрещатику, обрали командором яхт-клубу 50-річного завідувача кафедрою хірургії Київського університету Олександра Рінека. Тоді ж розглядалися питання вибору на березі Дніпра місця і пристрої приміщення для яхт-клубу, розміру обов'язкових установчих та членських внесків, визначення дня щорічного підняття прапора яхт-клубу, що символізує початок навігації.
29 серпня 1887 року газета «Киевлянин» повідомила про завершення добудови пристані для яхт-клубу і про те, що над дерев'яною спорудою майорить клубний прапор. У північній частині Труханового острова, були клубна гавань і красивий парк. Взимку члени яхт-клубу збиралися на вулиці Фундуклеївській, 10. У садибі яхт-клубу на острові були тепла майстерня, пристосована для виготовлення різного роду шлюпок, і плавучий шлюпковий ангар, де зберігалися лаковані судна.

### 1888 рік
15 травня 1888 року почалася навігація. Того дня в неділю близько п'ятої години вечора на щоглі клубу було піднято адміральський прапор, потім відзначали спуск на воду перших трьох прогулянкових шлюпок і однієї байдарки, побудованих в майстерні яхт-клубу, і відбулася перша гребна гонка. На той час клубна флотилія складалася з 13 суден. Серед них — вітрильні ботики (легке однощоглове судно) «Личак» командора Олександра Рінека і «Хвиля» купця-лісопромисловця С. Могильовцева, чотирьохвесельна гічка (довга вузька шлюпка з дволопатевими веслами) «Фру-Фру», що належала віце-командору М. Максимовичу, В. Шварцу і К. К. Гаазу, дамська прогулянкова шлюпка архітектора Георгія Шлейфера, паровий катер «Товариш», яким спільно володіли четверо членів клубу, та інші.
Через місяць 12 червня 1888 року відбулася друга гребна гонка. У зв'язку з тим, що затока Оболонь була заставлена плотами, гонка пройшла на відкритій річці, поблизу пристані яхт-клубу. Програма складалася з чотирьох розрядів: у першому йшли байдарки, у другому — човни-гаги з виносними кочетами, в третьому — прогулянкові шлюпки власної майстерні і в четвертому — народна веслова гонка на аматорських човнах. Переможці отримали від яхт-клубу грошові призи: перший — 15 крб. сріблом, другий — 10 крб.

### 1889 рік
26 вересня 1889 року видання «Киевлянин» розповідало про вітрильну гонку, в якій брали участь чотири ботики з висувними кілями: «Хвиля», «Привал» (власність В. Лешедка), «Личак» і «Гуляка» (останній — спільна власність О. Рінека і М. Максимовича). За вітрильністю, витонченістю контурів і оформленню це судно було одним з найкращих в яхт-клубі. Також привертав увагу «Привал», скомбінований з двох човнів. Гонку вітрильників виграла «Хвиля» з рульовим С. Істоміним. Вона подолала дистанцію в три версти (верста = 1066,8 м), три кола з шістьма поворотами за 39 хв. 30 сек.
У іншому класі змагалися вітрильні шлюпки без висувних кілів. На цю гонку записалися теж чотири учасники — шлюпки «Дружба», «Ольга», «Леля» і «Чайка». Відразу зі старту вперед вирвалася «Дружба», якою керував сам власник шлюпки А. Флейшер, але в підсумку його випередила «Ольга», пройшовши дві з половиною версти за 26 хв. 12 сек. Її рульової К. Мікіна отримав приз яхт-клубу — срібний значок. А власником шлюпки-переможниці був архітектор Г. Шлейфер. Свій човен він назвав ім'ям дружини Ольги Георгіївни.

### 1897 рік

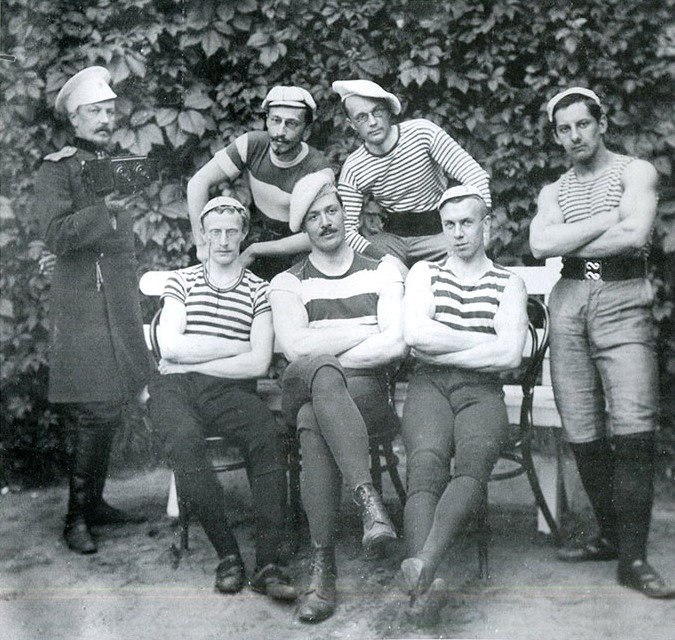
Члени Київського яхт-клубу. Праворуч сидить Іван Подборський

До 1897 року майстерня яхт-клубу виготовила 110 суден різних типів. На Всеросійській виставці 1896 вони були відзначені срібною медаллю, але головне — їх вартість знизилася на 70-80 %. Підрахували, що за 10-річчя клубні судна здійснили в сумі 20827 плавань. І дуже показовим було те, що на воді стали з'являтися шлюпки, подібні яхт-клубівським. Тобто перший пункт статуту виконувався.
Сполучення між київським берегом і садибою клубу підтримувалося на власному паровому катері. Газета «Киевлянин» 23 червня 1897 справедливо писала: «У даний час садиба і літнє приміщення яхт-клубу є для багатьох киян єдиним у своєму роді місцем для відпочинку, спорту і порятунку від літньої міської задухи і пилу».

### 1913 рік
З 29 травня по 15 жовтня 1913 року у Києві проходила промислова і сільськогосподарська виставка. Вона стала головною нагодою для одночасного проведення Спортивної олімпіади, в її програму серед різних видів спорту увійшли гребні і вітрильні перегони.

### 1914 рік
У 1914 році, яхт-клуб очолював командор — інженер Антон Страус, в його команді також були віце-командор — доктор медицини Євген Гарнич-Гарницький, секретар — адвокат В. Яценко, завідувач господарством — А. Бонч-Бруєвич, ревізійна комісія — архітектор Євген Єрмаков, інженери І. Отт і А. Сироткін.

## Командори яхт-клубу
1. Рінек Олександр Христофорович (1887–1894) — професор Київського університету
2. Максимович Микола Іванович (1894–1902) — інженер шляхів сполучень
3. Вейссе Б. Б. (1902–1909) — член правління Товариства бурякоцукрових заводів «Ротермунд і Вейссе» та Товариства Київського дротяно-цвяхового і механічного заводів.
4. Страус Антон Емільович (1909–1915) — гірничий інженер, колезький радник

## Видання яхт-клубу
- Устав Киевского яхт-клуба. Киев, 1901.
- Отчет о деятельности Киевского яхт-клуба. 1892; 1893—1915. Киев, 1893—1916.
- Отчет о деятельности Гоночной комиссии Киевского яхт-клуба за 1910; 1911 г. Киев, 1911; 1912.
- Домбровский Н. В. Киевский яхт-клуб. Первое десятилетие. 1887—1897. Очерк. Киев, 1897.
- Правила Гонок для Киевского яхт-клуба. Киев, 1896.
- Очерк о деятельности Киевского яхт-клуба за 1910. Киев, 1911.
- Правила по гребному и парусному спорту. Киев, 1913.[2]